# El rey y yo (musical)
El rey y yo es una obra de teatro musical escrita por Richard Rodgers y Oscar Hammerstein II, con un guion basado sobre el libro Anna and the King of Siam de Margaret Landon. El argumento viene de la autobiografía de Anna Leonowens, una maestra de los hijos del rey Mongkut de Siam durante la década de 1860. Historiadores tienen dudas sobre muchos de los detalles y cuentos de su autobiografía.[cita requerida]

## Argumento
La viuda Anna Leonowens llega a Bangkok con su hijo, Louis, para enseñar inglés a los niños del rey de Siam. Cuando el rey no le presenta una casa (como se prometió en el contrato), está a punto de irse, pero decide a permanecer al conocer a los hijos del rey. Durante los meses siguientes ella empieza a enseñar a los niños y a las esposas del rey, conocimiento sobre Europa y también conceptos tal como la nieve, la geografía moderna e inglés.
El embajador británico Sir Edward Ramsey visita al rey, y este le encarga a Anna a preparar todo el palacio para su visita. Durante aquella visita la concubina Tuptim, quien ama al embajador de Burma, presenta una obra de teatro tailandesa. Es una versión de La cabaña del tío Tom, que resulta un fiasco. Ella intenta a escapar con su amante, pero son aprehendidos y se mata al amante, Lun Tha. El rey mismo desea de azotar a Tuptim, pero las súplicas de Anna le quitan el coraje.
A causa del desacuerdo constante con el rey, Anna decide a volver a Gales, pero poco antes de marcharse se entera de que el rey se encuentra enfermo. Lo visita y ve que está a punto de morir. Todos los niños del rey ruegan que se quede y Anna decide a permanecer en Siam para continuar enseñando a sus estudiantes y también aconsejar al nuevo rey. El rey Mongkut muere durante la última canción de la obra.

## Producciones

### Broadway
La obra se estrenó en Broadway el 29 de marzo de 1951. Gertrude Lawrence representó a Anna (su último papel) y Yul Brynner interpretó el papel del rey. Brynner representó el personaje en otras dos producciones que se estrenaron en 1977 y 1985. En total hizo la obra más de 4.000 veces durante su vida.
Otra producción de Broadway se estrenó el 11 de abril de 1996 con Lou Diamond Phillips y Donna Murphy como actores principales. La obra se presentó 780 veces y terminó el 22 de febrero de 1998. Ganó cuatro premios Tony.

### Películas
En 1956, se estrenó la película del mismo nombre basada en el musical. Yul Brynner y Deborah Kerr representan los personajes principales. La película ganó cinco Premios Oscar en 1956 y tuvo otras cuatro nominaciones.
Existen otras dos películas no musicales que cuentan la misma historia, basadas en la novela de Margaret Landon. La primera (Anna and the King of Siam) de 1946, en la que los protagonistas fueron Rex Harrison e Irene Dunne y la segunda de 1999, Anna and the King, con Jodie Foster y Chow Yun-Fat.

## Números musicales
| Acto I - "Overture" – Orquesta - "I Whistle a Happy Tune" – Anna & Louis - "My Lord and Master" – Tuptim - "Hello, Young Lovers" – Anna - "March of the Royal Siamese Children" – Orquesta - "A Puzzlement" – King - "The Royal Bangkok Academy" – Anna, Wives & Children - "Getting to Know You" – Anna, Wives & Children - "We Kiss in a Shadow" – Tuptim & Lun Tha - "A Puzzlement" (reprise) – Louis & Prince Chulalongkorn - "Shall I Tell You What I Think of You?" – Anna - "Something Wonderful" – Lady Thiang - "Buddhist Prayer"/Act I finale – King & Compañía | Acto II - Entr'acte – Orquesta - "Western People Funny" – Lady Thiang & Wives - "I Have Dreamed" – Tuptim & Lun Tha - "Hello, Young Lovers" (reprise) – Anna - "The Small House of Uncle Thomas" (Ballet) – Tuptim & Wives - "Song of the King" – King & Anna - "Shall We Dance?" – Anna & King - "I Whistle a Happy Tune" (reprise) – Anna |